# Ottomar Ladva
Ottomar Ladva (* 17. Juni 1997 in Haapsalu) ist ein estnischer Schach- und Pokerspieler.

## Schach
Die estnische Einzelmeisterschaft in Tallinn gewann er viermal: 2013, 2015, 2016 und 2018. Er spielte für Estland bei vier Schacholympiaden: 2012 bis 2018.
Im Jahre 2014 wurde ihm der Titel Internationaler Meister (IM) verliehen, 2016 der Titel Großmeister (GM). Seine höchste Elo-Zahl war 2543 im September 2017.
| Hier fehlt eine Grafik, die leider im Moment aus technischen Gründen nicht angezeigt werden kann. Wir arbeiten daran! |

## Poker
Ladva erzielte im Juli 2018 in Tallinn seine erste Geldplatzierung bei einem Live-Pokerturnier. Ende August 2019 spielte er bei der European Poker Tour (EPT) in Barcelona und entschied den EPT Cup für sich. Dafür setzte er sich gegen 3259 andere Spieler durch und sicherte sich den Hauptpreis von 223.870 Euro. Von Juli bis September 2020 erzielte er auf der Onlinepoker-Plattform GGPoker, bei der er unter dem Nickname Decent! spielt, 13 Geldplatzierungen bei Turnieren der World Series of Poker Online, u. a. belegte er den mit knapp 40.000 US-Dollar dotierten 48. Platz im Main Event. Im Februar 2021 gewann der Este auf dem Onlinepokerraum partypoker ein 25.500 US-Dollar teures Super-High-Roller-Event, bei dem er zahlreiche Spieler aus der Weltspitze hinter sich ließ und eine Siegprämie von rund 525.000 US-Dollar erhielt. Beim Main Event der Merit Poker Retro Series in Kyrenia auf Zypern belegte er Mitte Mai 2022 den mit rund 130.000 US-Dollar bezahlten fünften Rang. Am 31. August 2023 gewann er bei der EPT Barcelona ein eintägiges High Roller, das aufgrund eines Deals mit Timothy Adams mit knapp 210.000 Euro dotiert war.
Insgesamt hat sich Ladva mit Poker bei Live-Turnieren über 800.000 US-Dollar erspielt und ist damit nach Markku Koplimaa und Henri Kasper der dritterfolgreichste estnische Pokerspieler.